# Kabinett Van Lynden van Sandenburg
Das Kabinett Van Lynden van Sandenburg war das siebzehnte Kabinett der Niederlande. Es bestand vom 20. August 1879 bis zum 23. April 1883.

## Zusammensetzung
| Amt                    | Amtsinhaber | Bemerkungen                                                    |
| ---------------------- | --- | -------------------------------------------------------------- |
| Premierminister        | Constantijn Theodoor van Lynden van Sandenburg                                                                        |                                                                |
| Auswärtiges            | Constantijn Theodoor van Lynden van Sandenburg Willem Frederik Rochussen                                              | bis 15. September 1881 ab 15. September 1881                   |
| Justiz                 | Anthony Ewoud Jan Modderman                                                                                           |                                                                |
| Inneres                | Willem Six Cornelis Pijnacker Hordijk                                                                                 | bis 10. Februar 1882 ab 10. Februar 1882                       |
| Finanzen               | Simon Vissering Constantijn Theodoor van Lynden van Sandenburg (komm.) Constantijn Theodoor van Lynden van Sandenburg | bis 13. Juni 1881 bis 15. September 1881 ab 15. September 1881 |
| Krieg                  | Anthonie Ernst Reuther                                                                                                |                                                                |
| Marine                 | Willem Frederik van Erp Taalman Kip                                                                                   |                                                                |
| Verkehr und Wirtschaft | Guillaume Jean Gérard Klerck                                                                                          |                                                                |
| Kolonien               | Willem van Goltstein van Oldenaller Willem Maurits de Brauw Willem Frederik van Erp Taalman Kip (komm.)               | bis 1. September 1882 bis 23. Februar 1883 ab 23. Februar 1883 |